# Stapelia glabricaulis
Stapelia glabricaulis är en oleanderväxtart som beskrevs av Nicholas Edward Brown. Stapelia glabricaulis ingår i släktet Stapelia och familjen oleanderväxter. Inga underarter finns listade i Catalogue of Life.